# Френсіс (Юта)
Френсіс (англ. Francis) — місто (англ. town) в США, в окрузі Самміт штату Юта. Населення — 1564 особи (2020).

## Географія
Френсіс розташований за координатами 40°36′43″ пн. ш. 111°16′35″ зх. д. / 40.61194° пн. ш. 111.27639° зх. д. (40.611885, -111.276472).  За даними Бюро перепису населення США в 2010 році місто мало площу 6,44 км², уся площа — суходіл. В 2017 році площа становила 6,90 км², уся площа — суходіл.

## Демографія
Згідно з переписом 2010 року, у місті мешкало 1077 осіб у 344 домогосподарствах у складі 286 родин. Густота населення становила 167 осіб/км².  Було 374 помешкання (58/км²).
Расовий склад населення:
| - 94,8 % — білих - 0,5 % — корінних американців - 0,2 % — чорних або афроамериканців - 0,2 % — азіатів - 3,2 % — осіб інших рас |

До двох чи більше рас належало 1,2 %. Частка іспаномовних становила 6,2 % від усіх жителів.
За віковим діапазоном населення розподілялося таким чином: 34,4 % — особи молодші 18 років, 57,7 % — особи у віці 18—64 років, 7,9 % — особи у віці 65 років та старші. Медіана віку мешканця становила 34,1 року. На 100 осіб жіночої статі у місті припадало 106,7 чоловіків;  на 100 жінок у віці від 18 років та старших — 103,2 чоловіків також старших 18 років.
Середній дохід на одне домашнє господарство  становив 88 414 долари США (медіана — 74 306), а середній дохід на одну сім'ю — 95 624 долари (медіана — 93 594). Медіана доходів становила 55 982 долари для чоловіків та 44 271 долар для жінок. За межею бідності перебувало 3,4 % осіб, у тому числі 0,0 % дітей у віці до 18 років та 1,9 % осіб у віці 65 років та старших.
Цивільне працевлаштоване населення становило 623 особи. Основні галузі зайнятості: будівництво — 24,9 %, освіта, охорона здоров'я та соціальна допомога — 16,1 %, роздрібна торгівля — 13,2 %.